# Systembolaget
Systembolaget (suedeză: [sʏˈsteːmbuːlɑːɡɛt] ⓘ, „Compania sistemului”), colocvial cunoscută sub numele de systemet („sistemul”) sau bolaget („societatea”), este un lanț de magazine de băuturi alcoolice aflat în proprietatea statului în Suedia. Este singurul magazin de vânzare cu amănuntul care are permis să vândă băuturi alcoolice care conțin mai mult de 3,5% alcool în volum. Systembolaget vinde, de asemenea, băuturi nealcoolice, cu toate că acest segment de produse reprezintă mai puțin de jumătate de procent din totalul vânzărilor de băuturi. Pentru a cumpăra băuturi alcoolice la Systembolaget trebuie sa ai 20 de ani sau mai mult. La restaurantele suedeze și baruri vârsta legală pentru a cumpăra băuturi alcoolice este de 18 ani (deși barurile și cluburile pot stabili în mod voluntar o limită de vârstă mai mare de 18, în cazul în care preferă).

## Legături externe
- Systembolaget – Official site
- Systembolaget Demystified Arhivat în 30 noiembrie 2010, la Wayback Machine. – The Scandinavian Insider Magazine
- Systembolaget to pay SEK 40 million[nefuncțională]
 – The Scandinavian Insider Magazine]